# Psaphara interclusa
Psaphara interclusa är en fjärilsart som beskrevs av Walker 1857. Psaphara interclusa ingår i släktet Psaphara och familjen nattflyn. Inga underarter finns listade i Catalogue of Life.